# Alejandrino Barrios
Alejandrino Barrios (nacido el 27 de febrero de 1916 en Paraguay - fallecido el 4 de septiembre de 1977 en Asunción) fue un futbolista paraguayo. Jugaba de delantero y se desempeñó en Rosario Central.

## Carrera
Luego de iniciar su carrera en River Plate de su país, arribó a Argentina para vestir la camiseta de Rosario Central en 1939. Su debut se produjo en el primer clásico rosarino disputado por torneos de Primera División de AFA. El 18 de junio de 1939 se dieron cita en el Parque Independencia los sempiternos rivales, igualando 1-1. Barrios convirtió el gol canalla. Su participación en el resto del torneo fue escasa (apenas dos partidos más), al igual que en 1940 (3 encuentros y dos goles). Volvió a su país en 1941, retornando al año siguiente a Central y aportando 6 partidos jugados y un gol para que el auriazul retornara a Primera.

## Clubes
| Club            | País      | Año            |
| --------------- | --------- | -------------- |
| River Plate     | Paraguay  | 1938           |
| Rosario Central | Argentina | 1939-1940/1942 |

## Palmarés
| Equipo          | País      | Título           | Año  |
| --------------- | --------- | ---------------- | ---- |
| Rosario Central | Argentina | Segunda División | 1942 |